# جاك بارنت
جاك بارنت (بالإنجليزية: Jack Barnett)‏ هو لاعب كرة قاعدة أمريكي، ولد في 16 ديسمبر 1879 في فينتورا في الولايات المتحدة، وتوفي في 3 سبتمبر 1923 في مقاطعة مودوك في الولايات المتحدة.

## وصلات خارجية
- جاك بارنت على موقعبيزبول رفرنس.كوم (الدوري الرئيسي) (الإنجليزية)
- جاك بارنت على موقعبيزبول رفرنس.كوم (الدوري الثانوي) (الإنجليزية)